# The Horn Blows at Midnight
Pour plus de détails, voir Fiche technique et Distribution.
The Horn Blows at Midnight est un film américain réalisé par Raoul Walsh, sorti en 1945.

## Synopsis
Un trompettiste dans un orchestre à la radio s'endort pendant le passage de la publicité et rêve qu'il est l'ange Athanael, trompettiste dans l'orchestre du Paradis. Un jour Athanael est envoyé sur Terre, sur la recommandation d'Elizabeth, la réceptionniste, pour jouer le signal de la fin du monde, à minuit. Le Chef l'informe que deux anges, Osidro et Doremus, qui ont été déchus pour avoir failli dans cette mission, vivent désormais sur Terre.

## Fiche technique
- Titre original : The Horn Blows at Midnight[1]
- Réalisation : Raoul Walsh
- Scénario : Sam Hellman, James V. Kern[2]
- Direction artistique : Hugh Reticker
- Décors : Clarence Steensen
- Costumes : Milo Anderson
- Photographie : Sid Hickox[3]
- Son : Stanley Jones
- Montage : Irene Morra
- Musique : Franz Waxman[4]
- Direction musicale : Leo F. Forbstein
- Arrangements : Leonid Raab
- Production : Mark Hellinger
- Production exécutive : Jack L. Warner
- Société de production : Warner Bros. Pictures
- Société de distribution : Warner Bros. Pictures
- Pays d'origine :  États-Unis
- Langue originale : anglais
- Format : noir et blanc — 35 mm — 1,37:1 — son Mono (RCA Sound System)
- Genre : Comédie, fantastique et film musical
- Durée : 80 minutes
- Date de sortie :
  - États-Unis : 20 avril 1945 (première à New York et Los Angeles)

## Distribution
- Jack Benny : Athanael[5]
- Alexis Smith : Elizabeth[6]
- Dolores Moran : la violoniste / Fran Blackstone
- Allyn Joslyn : la deuxième trompette / Osidro
- Reginald Gardiner : le compositeur / Archibald Dexter
- Guy Kibbee : le directeur de la radio / Le Chef
- John Alexander : la première trompette / Doremus
- Franklin Pangborn : l'ingénieur du son / Sloan
- Margaret Dumont : Mme Traviata / Miss Rodholder
- Robert Blake : Junior Pulplinsky
- Ethel Griffies : Lady Stover
- Paul Harvey : le gérant de l'hôtel
- Mike Mazurki : le contrebassiste / Humphrey Rafferty

Acteurs non crédités
- Murray Alper : Tony
- Dudley Dickerson : un porteur
- Larry Steers : un client de l'hôtel

## Autour du film
Ce film, « d'après la critique anglo-saxonne, unanime, serait peut-être la pire chose jamais tournée par Walsh. Jack Benny y était ridicule, et ce rôle accéléra son déclin : il ne fit plus que deux films par la suite. Une vague référence à Liliom de Fritz Lang (1934) ne sauve même pas les apparences ».